# 고경철 (씨름 선수)
고경철(高敬鐵, 1963년 6월 5일 ~ )은 대한민국 前 씨름 선수이다.

## 주요 이력
호(號)는 산남(山南)이다. 인천 부평에서 출생한 그는 씨름 선수 시절 기술 씨름의 달인이라는 닉네임으로도 이름을 날렸다.

## 주요 경력
- 현대 코끼리 씨름단
- 경기도 시흥시 씨름협회 자문위원
- 경기도 시흥시 씨름협회 전임이사

## 같이 보기
- 이만기